# Physalis tehuacanensis
Physalis tehuacanensis är en potatisväxtart som beskrevs av Umaldy Theodore Waterfall. Physalis tehuacanensis ingår i släktet lyktörter, och familjen potatisväxter. Inga underarter finns listade i Catalogue of Life.